# Albert F. A. L. Jones
Albert Francis Arthur Lofley Jones (19 de agosto de 1920-11 de septiembre de 2013) fue un astrónomo aficionado neozelandés y un prolífico observador de estrellas y cometas. Además, fue parte de las secciones de estrellas variables y cometas de la Sociedad Astronómica Real de Nueva Zelanda.

## Biografía
Albert Jones nació en Christchurch, Nueva Zelanda en 1920 y estudió en la Escuela Secundaria Timaru Boys. Al comienzo de la Segunda Guerra Mundial se alistó en el ejército, pero en 1942 fue clasificado apto para el servicio en el extranjero. Trabajó como molinero en un molino de copos de avena, como propietario de una tienda de comestibles y en una fábrica de montaje de automóviles. Él murió en Nelson, Nueva Zelanda en 2013.